# Okke Verberk
Okke Verberk (Oploo, 9 juni 1991) is een Nederlandse acteur en producent.

## Biografie
Verberk studeerde Media & Entertainment Management in Rotterdam. In 2011 richtte hij samen met zijn compagnon Alex Mensen zijn bedrijf MediaDome op.

### Carrière
Verberk is vooral bekend als zijn alter ego Party Piet Pablo, als dit personage speelde hij mee in verschillende film- en televisieproducties. Daarnaast brengt hij als Party Piet Pablo Sinterklaasliedjes uit. In 2012 bracht hij het nummer Zwarte Pieten Stijl (later De Stoere Pieten Stijl) uit, een coverversie van Gangnam Style. Met dit nummer behaalde hij de elfde plaats in de Nederlandse Single Top 100 en de 29e plaats in de Vlaamse Ultratop 50. Een jaar later volgde zijn tweede single De Pieten Sinterklaas Move, die in november 2021 een mijlpaal van 50 miljoen views op YouTube behaalde.
In 2015 was Verberk te zien in de bioscoopfilm De Club van Sinterklaas & De Verdwenen Schoentjes.
In 2016 vond de eerste editie van zijn theatertournee De Mega Sint Show in de Nederlandse en Vlaamse theaters plaats. Tot op heden wordt deze productie jaarlijks herhaald, met sinds 2022 ook shows in Rotterdam Ahoy en AFAS Live Amsterdam. In het najaar van 2018 bracht het mediabedrijf van Verberk zijn eerste bioscoopfilm uit, getiteld Party Piet Pablo en de gestolen cadeaus. Verberk vertolkte zelf de hoofdrol van het titelpersonage Party Piet Pablo. Begin 2020 liet Verberk weten zich niet meer prettig te voelen bij het uiterlijk van Party Piet Pablo en voortaan door het leven te gaan als roetveegpiet.
Sinds het najaar van 2021 is Verberk jaarlijks als Party Piet Pablo te zien in de Sinterklaasfilms van Lucio Messercola, waaronder De Grote Sinterklaasfilm: Trammelant in Spanje (2021), De Grote Sinterklaasfilm: Gespuis in de speelgoedkluis (2022), De Grote Sinterklaasfilm en de strijd om pakjesavond (2023) en De Grote Sinterklaasfilm: Stampij in de bakkerij (2024). Verberk brengt voor deze bioscoopfilms tevens jaarlijks de titelsongs uit. Met de meeste nummers werkte hij samen met andere artiesten, waaronder Martien Meiland (als Jean Claude) met het nummer De Sint Stunt, René Froger met het nummer We dansen mee en Gerard Joling en Danilo Kuiters met het nummer Feestje om te knallen.
Daarnaast was Verberk te zien in de Videoland-films Waar is Sinterklaas!? (2021) en De Kleine Grote Sinterklaasfilm (2022).
In 2023 was Verberk te zien in De Kleine Zeemeermin de Musical waarin hij de rol van Geeltje (Botje) vertolkte.

### Producent
Als producent ontwikkeld Verberk musicals, shows en (arena)concerten, veelal in Rotterdam Ahoy. Zijn eerste musical uit 2023, De Kleine Zeemeermin de Musical, werd genomineerd voor Beste Familiemusical tijdens de Musical Awards.
Op 30 april 2024 maakt Verberk bekend gestart te zijn met een musicalproductie over voormalig Koningin Beatrix, genaamd Beatrix de Musical. Voor het stuk laat het mediabedrijf van Verberk een nieuw theater bouwen in een bestaande hal in het Brabantse Best, vlak bij Eindhoven.  De productie zal in het najaar van 2026 in première gaan.

## Discografie

### Albums
| Album met eventuele hitnotering(en) in de Nederlandse Album Top 100 | Datum van verschijnen | Datum van binnenkomst | Hoogste positie | Aantal weken | Opmerkingen                                         |
| ------------------------------------------------------------------- | --------------------- | --------------------- | --------------- | ------------ | --------------------------------------------------- |
| Party Piet Pablo's Stoere Sinterklaas Hits                          | 2014                  |                       |                 |              | Compilatiealbum met traditionele sinterklaasnummers |
| Party Piet Pablo's Mega Sint Hits 1                                 | 2016                  |                       |                 |              | Compilatiealbum met zijn sinterklaashits            |
| Party Piet Pablo's Mega Sint Hits 2                                 | 2017                  |                       |                 |              | Compilatiealbum met zijn sinterklaashits            |
| Party Piet Pablo's Mega Sint Hits 3                                 | 2018                  |                       |                 |              | Compilatiealbum met zijn sinterklaashits            |
| Party Piet Pablo & Love Piet Populaire Sinterklaasliedjes           | 2021                  |                       |                 |              | Traditionele sinterklaasliedjes in een hip jasje    |
| Mega Sint Hits                                                      | 2022                  | 10 december 2022      | 85              | 2            |                                                     |
| De Grote Sinterklaasfilm                                            | 2023                  |                       |                 |              | Compilatiealbum van zijn nummers uit de films       |

### Singles
| Lied                                                              | Verschijnen       | Album | Hitlijsten | Hitlijsten | Hitlijsten  | Hitlijsten  | Hitlijsten   | Hitlijsten   | Opmerkingen                                                          |
| Lied                                                              | Verschijnen       | Album | BE (VL)    | BE (VL)    | NL (Top 40) | NL (Top 40) | NL (Top 100) | NL (Top 100) | Opmerkingen                                                          |
| Lied                                                              | Verschijnen       | Album | Piek       | Weken      | Piek        | Weken       | Piek         | Weken        | Opmerkingen                                                          |
| ----------------------------------------------------------------- | ----------------- | ----- | ---------- | ---------- | ----------- | ----------- | ------------ | ------------ | -------------------------------------------------------------------- |
| Zwarten Pieten Stijl                                              | 24 oktober 2012   | —     | 29         | 3          | tip1        | —           | 11           | 3            |                                                                      |
| De Pieten Sinterklaas Move                                        | 25 maart 2022     | —     | —          | —          | —           | —           | 73           | 1            |                                                                      |
| Pietenliefde (samen met Love Piet)                                | 29 oktober 2014   | —     | —          | —          | —           | —           | —            | —            |                                                                      |
| De Pietendrop (samen met Danspiet)                                | 19 oktober 2015   | —     | —          | —          | —           | —           | —            | —            |                                                                      |
| De Pieten Hype                                                    | 18 oktober 2018   | —     | —          | —          | —           | —           | —            | —            | Titelsong van Party Piet Pablo en de gestolen cadeaus                |
| Dansen voor de Sint                                               | 5 oktober 2021    | —     | —          | —          | —           | —           | —            | —            | Titelsong van De Grote Sinterklaasfilm: Trammelant in Spanje         |
| De Sint Stunt (samen met Martien Meiland als Jean Claude)         | 27 september 2022 | —     | —          | —          | —           | —           | —            | —            | Titelsong van De Grote Sinterklaasfilm: Gespuis in de speelgoedkluis |
| We dansen mee (samen met René Froger)                             | 3 oktober 2023    | —     | —          | —          | —           | —           | —            | —            | Titelsong van De Grote Sinterklaasfilm en de strijd om pakjesavond   |
| Feestje om te knallen (samen met Gerard Joling en Danilo Kuiters) | 2 oktober 2024    | —     | —          | —          | —           | —           | —            | —            | Titelsong van De Grote Sinterklaasfilm: Stampij in de bakkerij       |

## Filmografie

### Film
- 2015: De Club van Sinterklaas & De Verdwenen Schoentjes, als Party Piet Pablo
- 2018: Party Piet Pablo en de gestolen cadeaus, als Party Piet Pablo
- 2021: De Grote Sinterklaasfilm: Trammelant in Spanje, als Party Piet Pablo
- 2021: Waar is Sinterklaas!?, als Party Piet Pablo
- 2022: De Grote Sinterklaasfilm: Gespuis in de speelgoedkluis, als Party Piet Pablo
- 2022: De Kleine Grote Sinterklaasfilm, als Party Piet Pablo
- 2023: De Grote Sinterklaasfilm en de strijd om pakjesavond, als Party Piet Pablo
- 2024: De Grote Sinterklaasfilm: Stampij in de bakkerij, als Party Piet Pablo

### Televisie
- 2013-2016: Dansinstructie, als Party Piet Pablo
- 2016-2017: Mega Sint Serie, als Party Piet Pablo
- 2017: Prank Alert, als Party Piet Pablo
- 2018: De Gevonden Diamant, als verteller
- 2018: The Challenge, als Party Piet Pablo

## Theater
- 2015: De Club van Sinterklaas Feesttour AHOY (TEC Entertainment)
- 2016-heden: Theatertour De Mega Sint Show (MediaDome)
- 2022: Theatertour De Mega Sint Zomershow, vervangende shows door Covid (MediaDome)
- 2023: De Kleine Zeemeermin de Musical (MediaDome)

### Kinderboeken
- 2019: Beleef de avonturen van Bibi de Bij!
- 2019: Avonturen in de bijenkorf
- 2019: Avonturen met Party Piet Pablo
- 2019: Avonturen met Party Piet Pablo en Love Piet
- 2023: Party Piet Pablo geeft een feestje